# Giustina Pecori-Suárez
Giustina Pecori-Suárez, también Justine Bartolini-Baldelli, (de soltera Pecori-Suárez; 27 de noviembre de 1811 en Florencia, Italia - 30 de enero de 1903 en Florencia) fue una princesa francesa nacida en Italia, siendo esposa del príncipe Jerónimo Bonaparte, heredero al trono de Francia durante el Segundo Imperio Francés.

## Biografía
Giustina Pecori-Suárez era hija del conde Bernardo Pecori-Suárez (más tarde Pecori-Giraldi), descendiente del cortesano florentino Baldassare Suárez de la Concha, y su esposa Giulia Niccolini Sirigatti (dei marchesi [de los marqueses] di Ponsacco e Camugliano). Se casó por primera vez en marzo de 1829 con el marqués Luigi Bartolini-Baldelli, que murió en 1838. Tuvieron un hijo, que murió joven en 1844, y una hija, Giulia Bartolini-Baldelli, que se casó con el conde Arturo degli Alberti Mori Ubaldini  [¿sin descendencia?]. La hermana mayor de Giustina, Marianna Pecori-Suárez (n. 1810), se casó en 1826 con el marqués Alessandro Feroni,[c] con quien tuvo tres hijas supervivientes llamadas Elisa, Giulia y Paolina; A través de su madre, Giustina y su hermana Marianna descienden de la modelo Lisa del Giocondo de Leonardo da Vinci, la famosa Mona Lisa.
En su segundo matrimonio, Giustina se convirtió en la tercera esposa de Jerónimo (Jérôme) Bonaparte, ex rey de Westfalia, hermano menor del emperador Napoleón I y viudo de la princesa Catalina de Württemberg. Se casaron por la Iglesia en Florencia en 1840 y por lo civil secretamente el 19 de febrero de 1853 en París, Francia. Su cónyuge fue durante su matrimonio el presunto heredero al trono de Francia de su sobrino Napoleón III, colocándola en posición de convertirse en la próxima emperatriz de Francia.
Siguió a Jerónimo a Francia en 1847 y residió con él en París con su hijo. A pesar de que lo intentó, no logró ser reconocida oficialmente. Según los informes, a su hijastro, el príncipe Napoleón, no le agradaba y la alejaba de su marido, quien también tenía una amante. Su hijastro y mayordomo corso de Jerónimo, Pietra-Santa, la acusó de intrigar con el hijo ilegítimo de Jerónimo, Jérôme David. En esta ocasión, Jerome no se creyó la historia e hizo despedir a Pietra-Santa.
En 1853, Jerónimo fue nombrado nuevamente Príncipe Imperial y heredero al trono después de que su sobrino Napoleón III se convirtiera en Emperador de Francia. Después de esto, sin embargo, exilió a Giustina a Florencia acusándola de adulterio en referencia a la historia mencionada anteriormente. Sin embargo, él le devolvió el dinero que ella había gastado en él en Florencia y le compró un palacete (palazzo) junto al río Arno. En 1860, Giustina quedó viuda con el título de Princesa Bonaparte y Napoleón III le concedió una pensión.